# Trophée des Grimpeurs

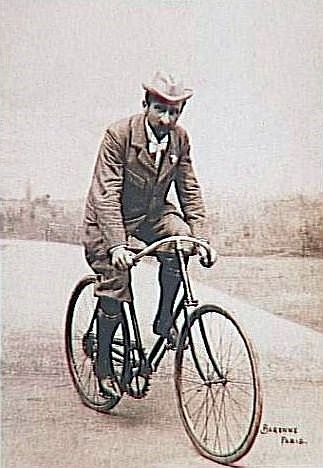
1931 gewann Gaston Rivierre die Poly im Alter von 68 Jahren (Foto vor 1914).

Die Trophée des Grimpeurs (frz., dt. Kletterer-Trophäe), bis 1970 als Polymultipliée (frz., dt. etwa: Gangschaltung) bzw. Poly de Chanteloup war ein Eintagesrennen in Frankreich, das von 1913 bis 2009 ausgetragen wurde.

## Geschichte
Polymultipliée (kurz Poly) bedeutet so viel wie „mit Gangschaltung“. Der Name des Rennens verdeutlicht, dass bei diesem Rennen nicht die Fahrer, sondern die Räder und ihre Technik im Mittelpunkt standen. Die Veranstaltung diente als Produkttest für Gangschaltungen und zu ihrer Popularisierung. Damals waren Gangschaltungen im Radsport nicht unumstritten; so war ihr Einsatz bis Ende der 1930er Jahre bei der Tour de France nicht zugelassen.
Die Poly wurde von Louis Roudaire, dem Vorsitzenden des Audax Club Parisien, und der Zeitschrift Cyclotourisme ins Leben gerufen. Das Rennen ging über einen Rundkurs von 10,3 Kilometer in Chanteloup-les-Vignes (Département Yvelines) in der Nähe von Paris, auf damals matschigen Straßen mit einer maximalen Steigung von 14 Prozent und 390 Höhenmetern, um die Schaltungen auch wirkungsvoll einsetzen zu können; diese Strecke musste zehnmal bewältigt werden. 
Am 6. April 1913 wurde das Rennen zum ersten Mal ausgetragen, und als bestes Rad wurde das des Fahrers namens Géo Bimbenet prämiert, obwohl dieser nur den zwölften Platz belegt hatte. Der schnellste Fahrer von 59 Teilnehmern der ersten Edition war Pierre Fusier, der für die 103 Kilometer vier Stunden und drei Minuten benötigte.
Im Laufe der Jahre wurden die Regeln des Rennens immer weiter entwickelt, neue Kategorien wie Tandems hinzugenommen und auch Handicaps eingebaut, so dass sowohl Profis als auch etwa „Jedermänner“ teilnehmen konnten. 1931 gewann der 68-jährige Gaston Rivierre, ein Weltklassefahrer aus der Zeit vor dem Ersten Weltkrieg, das Rennen. Im Laufe der Zeit wurde die Poly immer populärer, und 1951 sollen rund 100.000 Zuschauer an der Strecke gestanden haben. Die französische Radrennfahrerin Lyli Herse, die in den 1950er und 1960er Jahren achtmal französische Straßenmeisterin wurde, nahm ab 1944 regelmäßig an der Poly teil. Dabei fuhr sie vorzugsweise in zweiter Position auf Tandems, die ihr Vater, der renommierte französische Fahrradkonstrukteur René Herse, gebaut hatte.
In den 1960er Jahren nahm das Interesse jedoch ab, so dass das Rennen 1969 zum letzten Mal in Chanteloup-les-Vignes ausgetragen wurde. Das in den Jahren 1997 und 1998 veranstaltete Eintagesrennen Polymultipliée de l’Hautil endete jeweils in Chanteloup.
1970 fand noch eine weitere Austragung unter dem Namen Polymultipliée statt, bevor das Rennen nach einjähriger Pause im Umland der Gemeinde Sannois im Département Val-d’Oise als Trophée des Grimpeurs veranstaltet wurde. Nachdem Sannois nach der Auflage des Jahres 2008 das Patronat für das Rennen beendet hatte, übernahm 2009 das ebenfalls im Département Val-d’Oise gelegene Argenteuil für ein Jahr die Austragung, entschied sich jedoch anschließend, die Veranstaltung nicht weiter zu unterstützen.
Nach Einführung der UCI Europe Tour in der Saison 2005 war die Trophée des Grimpeurs Teil dieser Rennserie und in die UCI-Kategorie 1.1 eingestuft. Das Rennen gehörte außerdem zum Coupe de France, einer Rennserie von französischen Eintagesrennen. Rekordsieger sind Pierre Bachellerie und Didier Rous, die das Rennen jeweils dreimal für sich entscheiden konnten.

## Sieger

### Trophée des Grimpeurs
- 2009  Thomas Voeckler
- 2008  David Le Lay
- 2007  Anthony Geslin
- 2006  Didier Rous
- 2005  Philippe Gilbert
- 2004  Christophe Moreau
- 2003  Didier Rous
- 2002  Sylvain Chavanel
- 2001  Didier Rous
- 2000  Patrice Halgand
- 1999  Laurent Roux
- 1998  Pascal Hervé
- 1997  Davide Rebellin
- 1996  Stéphane Heulot
- 1995  Armand de Las Cuevas
- 1994  Richard Virenque
- 1993  Thierry Claveyrolat
- 1992  Marc Madiot
- 1991  Atle Kvålsvoll
- 1990  Luc Roosen
- 1989  Henri Abadie
- 1988  Stéphane Morjean
- 1987  Charles Bérard
- 1986  Éric Caritoux
- 1985  Martial Gayant
- 1984  Marc Madiot
- 1983  Kim Andersen
- 1982  Pierre-Raymond Villemiane
- 1981  Dominique Celle
- 1980  Raymond Martin
- 1979  Joop Zoetemelk
- 1978 nicht ausgetragen
- 1977  Raymond Delisle
- 1976  Lucien Van Impe
- 1975  Antoine Gutierrez
- 1974 nicht ausgetragen
- 1973  Luis Ocaña Pernía
- 1972  Joop Zoetemelk

### Polymultipliée
- 1971 nicht ausgetragen
- 1970  Lucien Aimar
- 1969  Raymond Delisle
- 1968  Jean Jourden
- 1967  Julio Jiménez
- 1965–66 nicht ausgetragen
- 1964  André Le Dissez
- 1963 nicht ausgetragen
- 1962  Louis Rostollan
- 1961  Edouard Bihouée
- 1960  René Vanderveken
- 1959  René Pavard
- 1958  Louis Bergaud
- 1957  Louis Bergaud
- 1956  Richard Van Genechten
- 1955  Valentin Huot
- 1954  Richard Van Genechten
- 1953  Antonin Canavèse
- 1952  Jean Robic
- 1951  Raphaël Géminiani
- 1950  Raphaël Géminiani
- 1949  Apo Lazaridès
- 1948  Pierre Baratin
- 1947  Jean Blanc
- 1946  Pierre Baratin
- 1945 nicht ausgetragen
- 1944  Gaston Grimbert
- 1943  Amédée Rolland
- 1942  Jean-Marie Goasmat
- 1941  Jean-Marie Goasmat
- 1940 nicht ausgetragen
- 1939  Lucien Le Guével
- 1938  René Vietto
- 1937  Louis Thiétard
- 1936  André Auville
- 1935  Léon Level
- 1934  Marcel Mazeyrat
- 1933  Jean Montpied
- 1932  Léon Fichot
- 1931  Marcel Mazeyrat
- 1930  Eugène Faure
- 1929  Joseph Normand
- 1928  Joseph Normand
- 1927  Pierre Bachellerie
- 1926  Pierre Bachellerie
- 1925  Georges Davoine
- 1924  Pierre Bachellerie
- 1923  Charles Lacquehay
- 1922  Fernand Canteloube
- 1921  Georges Habert
- 1915–20 nicht ausgetragen
- 1914  Eugène Christophe
- 1913  Georges Fusier